# Untere Burg (Woringen)
Die Untere Burg (auch genannt Schlößle oder Vogelhaus) steht in Woringen im Landkreis Unterallgäu in Bayern.

## Geschichte
Die Burg befindet sich rund 400 Meter nordwestlich der Pfarrkirche Unser Frauen in Woringen und befindet sich auf einem künstlich aufgeschütteten Hügel bei 634 m ü. NN. Die Grundfläche des Gebäudes ist quadratisch mit einer Seitenlänge von 10,6 Metern. Es wird vermutet, dass sich hier ursprünglich ein römischer Burgus befand, um die Römerstraße von Cambodunum (Kempten) nach Caelius Mons (Kellmünz an der Iller) zu sichern. Im Jahre 1323 erhält Konrad von Rothenstein von Erzherzog Leopold I. von Österreich den Auftrag in Woringen zwei Burgen (Obere und Untere Burg) zu bauen. In diesem Zusammenhang wurde um die bestehende Aufschüttung ein Ringgraben gezogen und das Rotensteinerbächle umgeleitet. Dadurch wurde die Untere Burg zur Wasserburg. Der Ringgraben wurde mittlerweile wieder aufgeschüttet, jedoch war noch 1709 der Schloßgraben mit 196 Karpfen besetzt. Die Herren von Rothenstein blieben noch bis 1417 im Besitz der Burg. In diesem Jahr wurde die Untere Burg (mitsamt dem gesamten Dorf Woringen) an die Ravensburger Familie Möttelin, genannt von Rappenstein, veräußert. Knapp 100 Jahre später, 1516, wird die Untere Burg an die Freie Reichsstadt Memmingen verkauft. Im weiteren Verlauf kam die Burg 1849 an den bayerischen Staat und später an die Gemeinde Woringen. Die heutige Form des Gebäudes wurde um das 17. Jahrhundert errichtet bzw. umgebaut. Die Untere Burg steht unter Denkmalschutz.

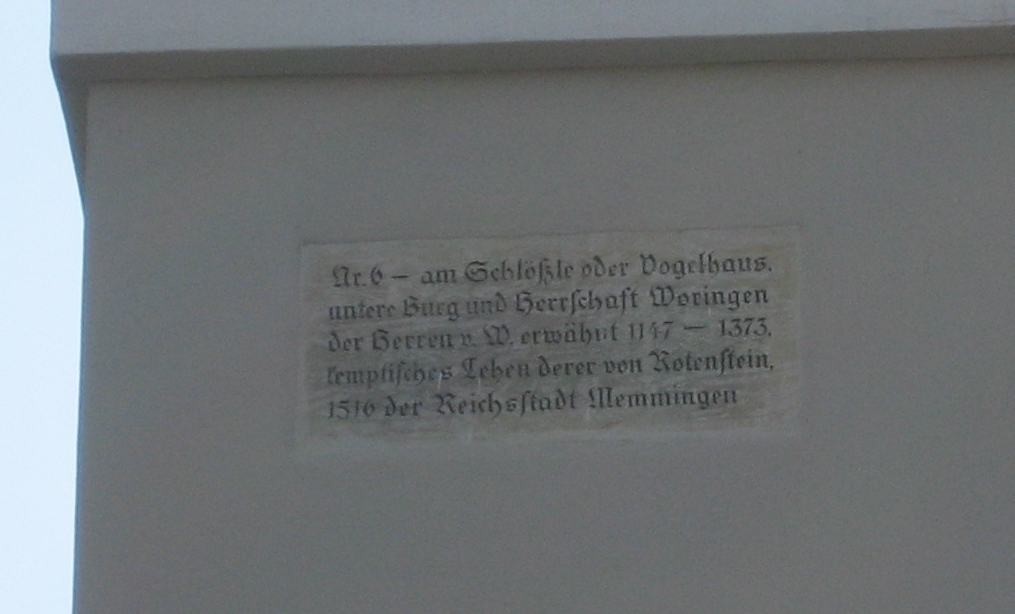
Hinweistafel an der Unteren Burg in Woringen